# Loxoptygus ectypus
Loxoptygus ectypus är en spindelart som först beskrevs av Simon 1889.  Loxoptygus ectypus ingår i släktet Loxoptygus och familjen fågelspindlar.
Artens utbredningsområde är Etiopien. Inga underarter finns listade i Catalogue of Life.